# Automaticon
Automaticon – największe w Polsce targi automatyki, pomiarów przemysłowych i robotyki.
Od 1995 roku impreza odbywa się cyklicznie co roku. Od 2003 roku w Centrum EXPO XXI (ul. Prądzyńskiego 12, Warszawa). Imprezie towarzyszą seminaria oraz konkurs o Złote Medale Targów.

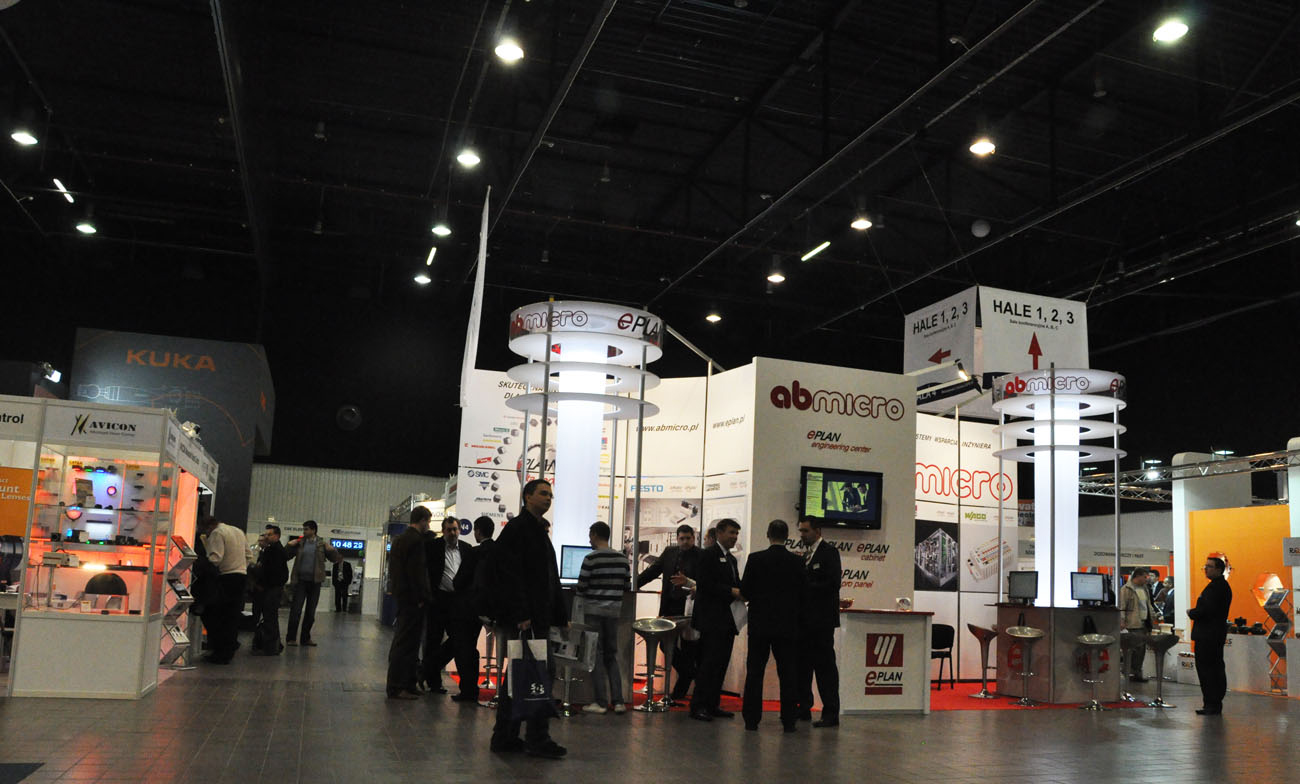
Automaticon XVII edycja / 2011 r.

## Edycje
- XXVI: 26-28 stycznia 2022 r.
- XXV: 26–29 marca 2019
- XXIV: 20–23 marca 2018
- XXIII: 14–17 marca 2017
- XXII: 1–4 marca 2016
- XXI: 17–20 marca 2015
- XX: 25–28 marca 2014
- XIX: 19–22 marca 2013 – 11 tysięcy odwiedzających[3]
- XVIII: 20–23 marca 2012
- XVII: 5–8 kwietnia 2011
- XVI: 23–26 marca 2010[4]
- XV: 31 marca – 3 kwietnia 2009[5]
- XIV: 1–4 kwietnia 2008
- XIII: 13–16 marca 2007
- XII: 21–24 marca 2006
- XI: 5–8 kwietnia 2005
- X: 23–26 marca 2004
- IX: 1–4 kwietnia 2003
- VIII: 9–12 marca 2002
- VII: 27–30 marca 2001
- VI: 11–14 kwietnia 2000
- V: 23–25 marca 1999[6]
- IV: 1998
- III: 1997
- II: 1996
- I: 1995

## Złote Medale

### Roboty
- 2013 – mały robot do rozpoznania PIAP GRYFR
- 2014 – robot przemysłowy RACER 7-1.4 (Comau)